# رانی کولمن
رانی دین کُولمِن (به انگلیسی: Ronnie Dean Coleman) (زاده ۱۳ مه ۱۹۶۴ در بسترپ، لوئیزیانا) بدنساز حرفه‌ای آمریکایی است.
او با هشت بار قهرمانی در مسابقات مستر المپیا مشترک به همراه لی هنی با عنوان بزرگ‌ترین بدنساز تمام دوران شناخته می‌شود. به علاوه وی با ۲۶ بار قهرمانی در مسابقات فدراسیون جهانی بدن‌سازی و تناسب‌اندام رکورد دار محسوب می‌شود. این رکورد پیشتر با ۲۲ بار قهرمانی از آن وینس تیلور بود که این رکورد توسط کولمن در ۵ نوامبر ۲۰۰۴ شکسته شد.

## شرح زندگی

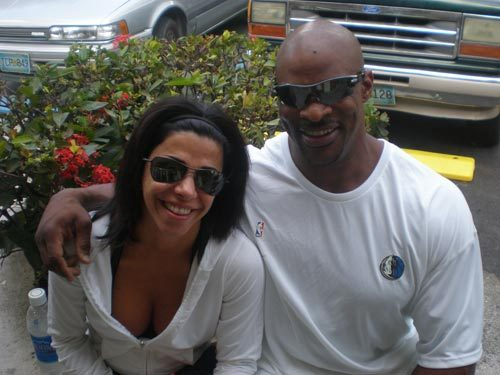
رانی کالمن و همسرش در سال ۲۰۰۹

رانی کولمن سن و سالی نداشت که به همراه خانواده راهی تگزاس شدند و در آنجا به زندگی ادامه دادند. در سال ۱۹۸۲ از دبیرستان سیرکا فارغ‌التحصیل شد و توانست در همان سال وارد دانشگاه گرملینگ استیت شده و در رشته حسابداری تحصیل کند. وی در سال ۱۹۸۶ با مدرک کارشناسی فارغ‌التحصیل شد. در سال ۱۹۹۰ با قهرمانی در ردهٔ سنگین‌وزن مسابقات آماتوری مستر تگزاس نشان داد که آینده خوبی را در پیش دارد. او با قهرمانی در ردهٔ آماتورهای جهان در سال ۱۹۹۱ توانست کارت حرفه‌ای و جواز حضور در مسابقات حرفه‌ای را کسب کند. کولمن بعد از بازنشستگی به خاطر تمرینات سنگین دو بار تحت عمل جراحی ستون فقرات و مهره‌های گردن قرار گرفت.

## زندگی خصوصی
کولمن یک مسیحی مقید است. در ۱۱ آوریل ۲۰۱۶، کولمن با مربی خصوصی سوزان ویلیام سون ازدواج کرد. در حال حاضر آنها صاحب ۴ فرزند هستند.

### سفر به ایران
در ۲ اردیبهشت ۱۳۹۴ رانی کولمن که برای حضور در یک سمینار آموزشی به ایران دعوت شده بود، وارد تهران شد. وی در این بازدید بر سر مزار مصطفی مازح که در رابطه با ترور سلمان رشدی کشته شده بود حضور یافت. پس از حضور در بهشت زهرا تمامی دوره‌ها و کلاس‌های آموزشی که قرار بود توسط وی برگزار شود لغو گردید. دلیل خاصی برای لغو برنامه‌های وی اعلام نشد. زمانی که کولمن می‌خواست برگردد از هفده هزار دلار دستمزدش فقط پنج هزار دلار را قبول کرد و گفت من برنامه‌ای اجرا نکردم، حق من همین قدر است. وی همچنین در این سفر در یک مصاحبه تلویزیونی در شبکه خبر حضور یافت.
تأسیس شرکت
رانی پس از بازنشستگی علاقه داشت که در پیشه تندرستی درگیر بماند. درنتیجه تصمیم گرفت یک شرکت مکمل غذایی تأسیس کند. شرکتی که تولیدکننده محصولاتی باشد که از محدوده چربی سوزها گرفته تا مکمل‌های قبل از تمرین را پوشش دهد.
رانی همچنین نمایش‌های مکرری را در نمایشگاه‌های بدنسازی سراسر دنیا انجام داد و میلیون‌ها طرفدارش را ملاقات کرد (برای ارتقا بخشیدن شرکتش) و آنها را برای تحقق بخشیدن به رویاهایشان ترغیب کرد.
تمرین
شروع کار رونی با پیشنهاد دوستانش و دعوت آنها از او به باشگاه بدنسازی شروع شد. به گفته خودش از آغاز ورزش حرفه ای به مدت چهار سال طبیعی ادامه داد.
استعداد، نظم، تمرین پر فشار، تغذیه و صبر رونی را به پادشاه مستر المپیا تبدیل کرد.
برنده مسابقات Mr. Olympia پنج روز در هفته تمرین می‌کرد و فقط در تعطیلات آخر هفته به خودش اجازه استراحت می‌داد تا از زمان شخصی‌اش لذت ببرد و دوران ریکاوری را تکمیل کند.
تغذیه
برای تقویت هیکل بزرگش، حدود ۹ وعده در روز غذا می‌خورد. از ساعت ۱۰:۳۰ صبح شروع می‌کرد و در ساعت ۱:۳۰ بامداد کارش را به اتمام می‌رساند.
برای نگه داشتن وزن و تقویت بدنش، نیاز داشت که حداقل ۵۵۶۲ کالری جذب کند. مقدار ماکرو مصرفی او عبارت بود از ۱۵۰ گرم چربی، ۵۴۶ گرم پروتئین و ۴۷۴ گرم کربوهیدرات.
رانی غذایش را پیرامون پروتئین‌های خالص (معمولا سفیده تخم‌مرغ یا مرغ)، کربوهیدرات‌های پیچیده (مانند برنج قهوه‌ای، سیب زمینی، لوبیا و نان‌ذرت) و مکمل‌ها طرح‌ریزی می‌کرد.
عمل جراحی
پس از بازنشستگی، واضح بود که تمرینات شدید، به بدنش آسیب رسانده‌اند. در سال ۲۰۱۶، برنده ۸ دوره Mr. Olympia، مجبور بود ۷ عمل جراحی روی کمرش انجام دهد که ۱۱ ساعت طاقت فرسا به طول انجامید. در نتیجه، این قهرمان برای مدت زمانی می‌بایست زندگی‌اش را روی ویلچر بگذراند.
با این حال، اجازه نداد که این مسئله باعث ناراحتی او شود. او باور داشت چیزهایی که او به عنوان یک بدنساز به دست آورده است، همیشه از هر چیز منفی در زندگیش مهم‌تر هستند.
بازنشستگی
رانی پس از شکستن رکورد ۱۵ سال رقابت در بالاترین سطح، تصمیم گرفت که پس از Mr. Olympia سال ۲۰۰۷ بازنشسته شود.
«این برای من در Mr. Olympia کافیست و ۲۹ سپتامبر، آخرین باری خواهد بود که در این صحنه قدم می‌گذارم. می‌خواهم از خداوند، خانواده‌ام، دوستانم و همه طرفدارانی که طی این سال‌ها از من حمایت کردند تشکر کنم.»

## آمار بدنی در اوج بدنسازی
دور بازو: 61 سانتی متر
دور سینه: 148 سانتی متر
دور شکم: 90 سانتی متر
دور ران: 86 سانتی متر
دور ساق پا: 52 سانتیمتر
قد: 179سانتی متر
وزن مسابقه: تا 134 کیلوگرم
وزن عادی: 140 کیلوگرم

## مقام‌ها و افتخارات
| سال  | مسابقات                 | مقام    |
| ---- | ----------------------- | ------- |
| ۱۹۹۰ | مستر تگزاس (آماتور)     | قهرمان  |
| ۱۹۹۱ | قهرمانی جهان (آماتور)   | قهرمان  |
| ۱۹۹۲ | مستر المپیا             | شانزدهم |
| ۱۹۹۵ | مسابقات حرفه‌ای کانادا   | قهرمان  |
| ۱۹۹۵ | مستر المپیا             | دهم     |
| ۱۹۹۶ | مسابقات حرفه‌ای کانادا   | قهرمان  |
| ۱۹۹۶ | مستر المپیا             | ۸       |
| ۱۹۹۷ | جایزه بزرگ روسیه        | قهرمان  |
| ۱۹۹۷ | مستر المپیا             | نهم     |
| ۱۹۹۸ | شب قهرمانان             | قهرمان  |
| ۱۹۹۸ | مسابقات حرفه‌ای تورنتو   | قهرمان  |
| ۱۹۹۸ | مستر المپیا             | قهرمان  |
| ۱۹۹۸ | جایزه بزرگ آلمان        | قهرمان  |
| ۱۹۹۹ | مستر المپیا             | قهرمان  |
| ۱۹۹۹ | مسابقات حرفه‌ای رم       | قهرمان  |
| ۱۹۹۹ | جایزه بزرگ انگلیس       | قهرمان  |
| ۲۰۰۰ | مستر المپیا             | قهرمان  |
| ۲۰۰۰ | مسابقات حرفه‌ای رم       | قهرمان  |
| ۲۰۰۰ | جایزه بزرگ انگلیس       | قهرمان  |
| ۲۰۰۱ | آرنولد کلاسیک           | قهرمان  |
| ۲۰۰۱ | مستر المپیا             | قهرمان  |
| ۲۰۰۱ | مسابقات حرفه‌ای نیوزیلند | قهرمان  |
| ۲۰۰۲ | مستر المپیا             | قهرمان  |
| ۲۰۰۲ | جایزه بزرگ هلند         | قهرمان  |
| ۲۰۰۲ | نمایش قدرت GNC          | دوم     |
| ۲۰۰۳ | جایزه بزرگ روسیه        | قهرمان  |
| ۲۰۰۳ | مستر المپیا             | قهرمان  |
| ۲۰۰۴ | جایزه بزرگ انگلیس       | قهرمان  |
| ۲۰۰۴ | جایزه بزرگ هلند         | قهرمان  |
| ۲۰۰۴ | جایزه بزرگ روسیه        | قهرمان  |
| ۲۰۰۴ | مستر المپیا             | قهرمان  |
| ۲۰۰۵ | مستر المپیا             | قهرمان  |
| ۲۰۰۶ | مستر المپیا             | دوم     |
| ۲۰۰۷ | مستر المپیا             | چهارم   |